# Emma Samms
Emma Samms, född 28 augusti 1960 i London, är en brittisk skådespelare som medverkade i såpoperan Dynastin mellan 1985 och 1991.